# Погоня Татарська
Погоня Татарська (пол. Pogoń tatarska) — земельний і шляхетський герб, що являє собою зображення вершника, що скаче на коні і відстрілюється з лука назад.

## Земельний герб

### Витоки
На українських землях кінний лучник фігурував на монетах скіфського царя Атея.

### Кримське ханство
Деякі монети Кримських володарів XIII-XV століть містять зображення вершника з луком.

### Московія
На деяких печатках та знаках Московії та московських земель вживався вершник з луком.

### Омська область
18 лютого 1825 року було затверджено герб Омської області Російської імперії, що містив в собі модифікований герб «Погоня Татарська»:
|  | У щиті, що має червоне поле, зображений вершник в азійському строї на білому коні, що скаче в ліву сторону і має в руках лук, з натягнутою стрілою, а за спиною сагайдак зі стрілами. |

### Кавказька область
23 жовтня 1828 року було затверджено герб Кавказької області Російської імперії, що містив в собі герб «Погоня Татарська»:
|  | У верхньому золотому полі перетятого щита російський орел, що сидить на вершині гори Кавказу. Він тримає з одного боку лавровий вінок, з іншого - Перун. Під ногами його лежать розірваний ланцюг стародавнього Прометея. У нижній частині щита, в блакитному полі, зображений гірський войовничий житель Кавказу, що скаче на коні по зеленому степу. Тікаючи від переслідування, він стріляє з лука, за їхнім стародавнім звичаєм. Вдалині видно снігові верхи Кавказьких гір. |

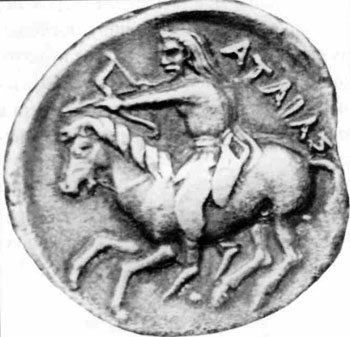
Скіфська монета із зображенням царя Атея
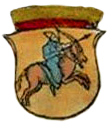
Герб Московії на «Carta Marina» (1539)
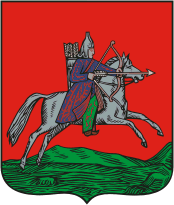
Герб Омської області
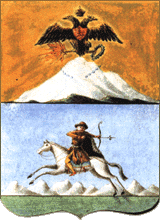
Герб Кавказької області

### Київ
Дослідник київських печаток Кость Антипович датував найдавнішу печатку з гербом міста приблизно 1500 роком. На ній в заокругленому щиті зображено лук зі стрілою (чи двома стрілами), який натягують дві висунуті з хмари руки. Ймовірно, такий герб символізував порубіжне значення Києва, жителі якого постійно захищалися від нападів ворогів, переважно татар. Традиційно куша або лук фігурував у європейській геральдиці як символ диких і войовничих народів, або регіонів де ведеться війна. Зображення рук з луком може походити від спрощення зображення вершника з луком на коні.

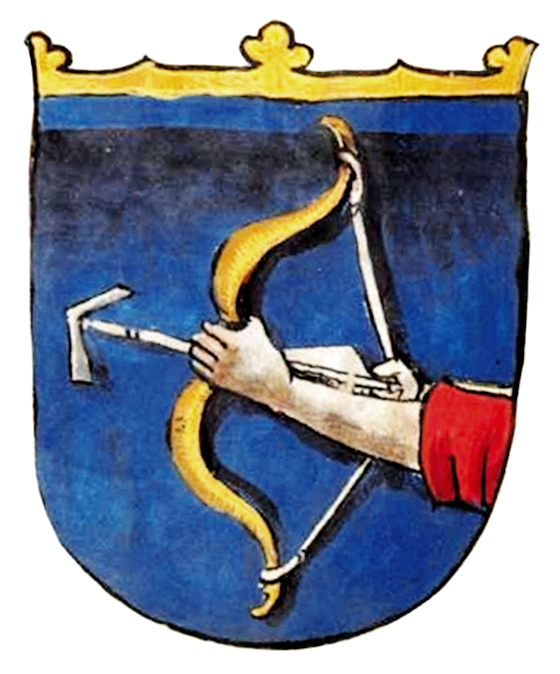
Герб Києва у гербовнику Конрада Грюненберга (1480)
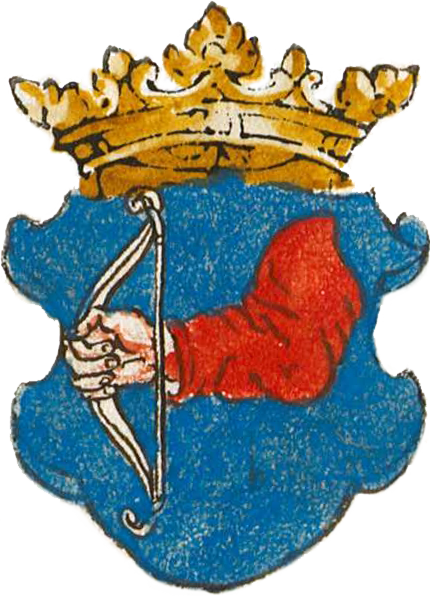
Герб Києва у німецькому гербовнику першої половини XVI століття
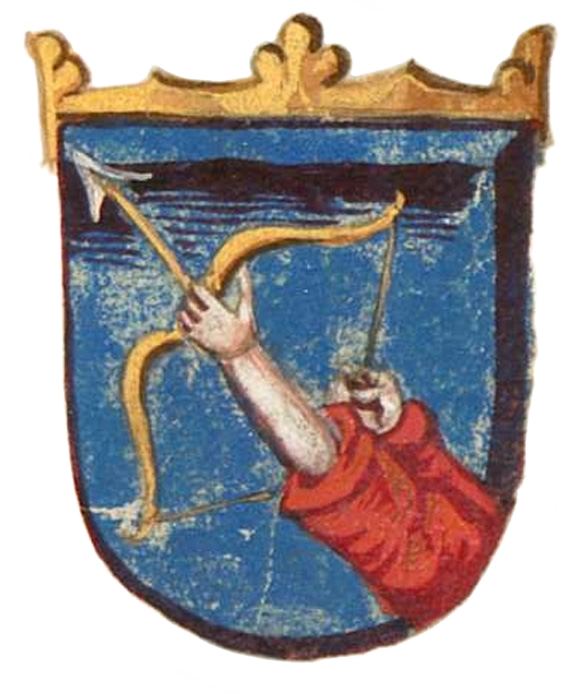
Герб Києва у гербовнику Георга Ортенбурга (1602–1604)
Печатка магістрату (після 1550)

## Роди
- Мещеринові

## Галерея

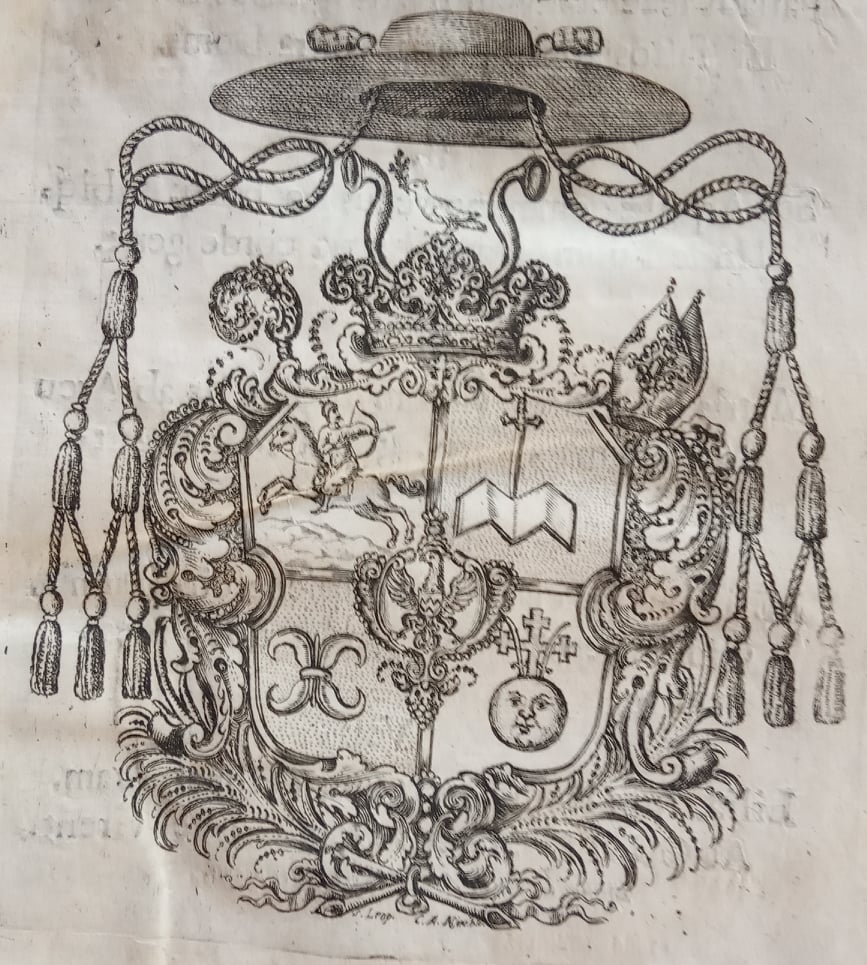
Герб Олександра Виговського
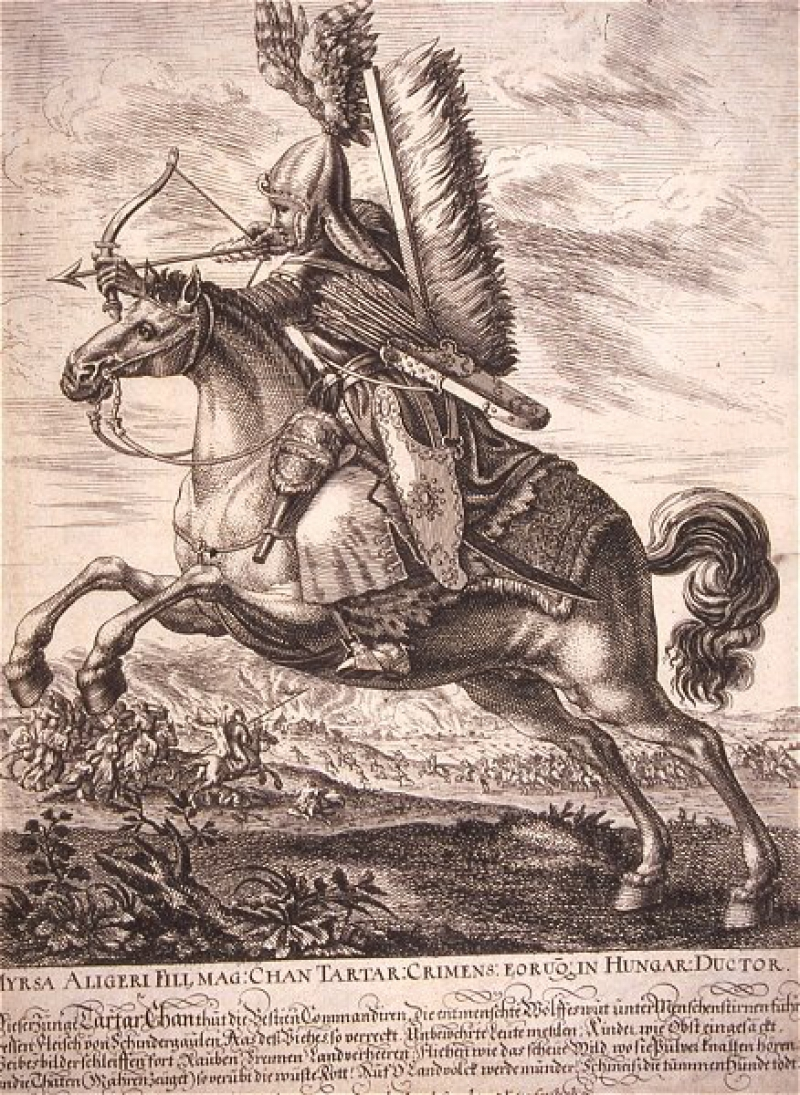
Мірза Алі Герай, син кримського хана, під час облоги Відня 1683 р.
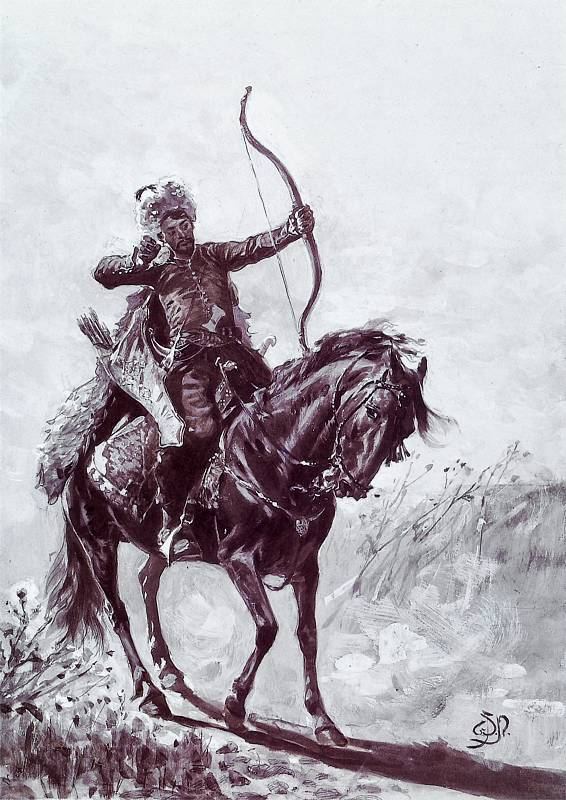
Вацлав Павлішак «Татарський лучник»
Герб сепаратистської Абхазії
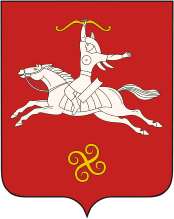
Герб Салаватського району Башкортостану
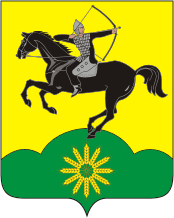
Герб Тихорєцького району Краснодарського краю
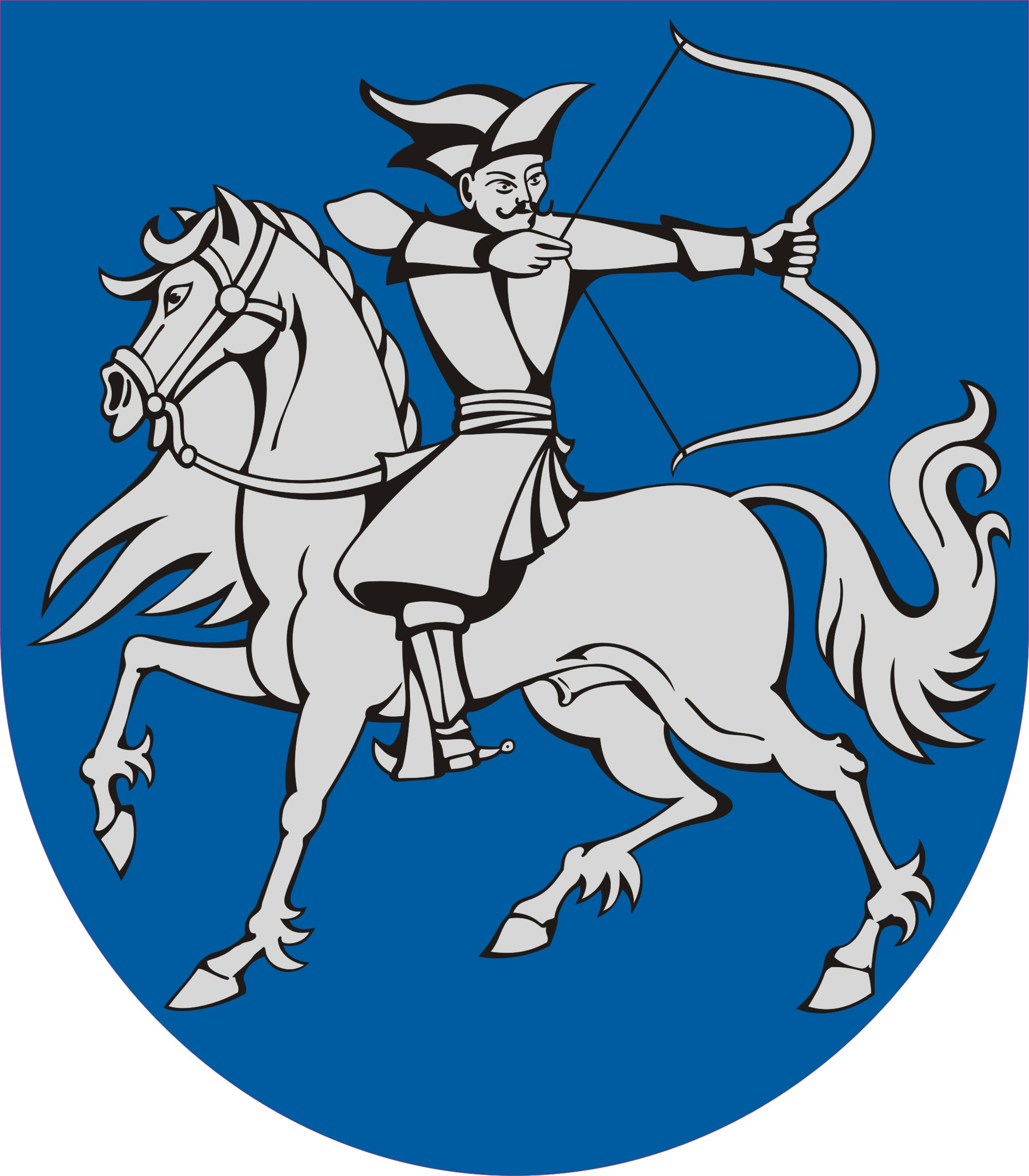
Герб Харкатеню (Угорщина)
Герб Яшкараєно (Угорщина)
Герб Гантосу (Угорщина)
Герб Капосмеро (Угорщина)
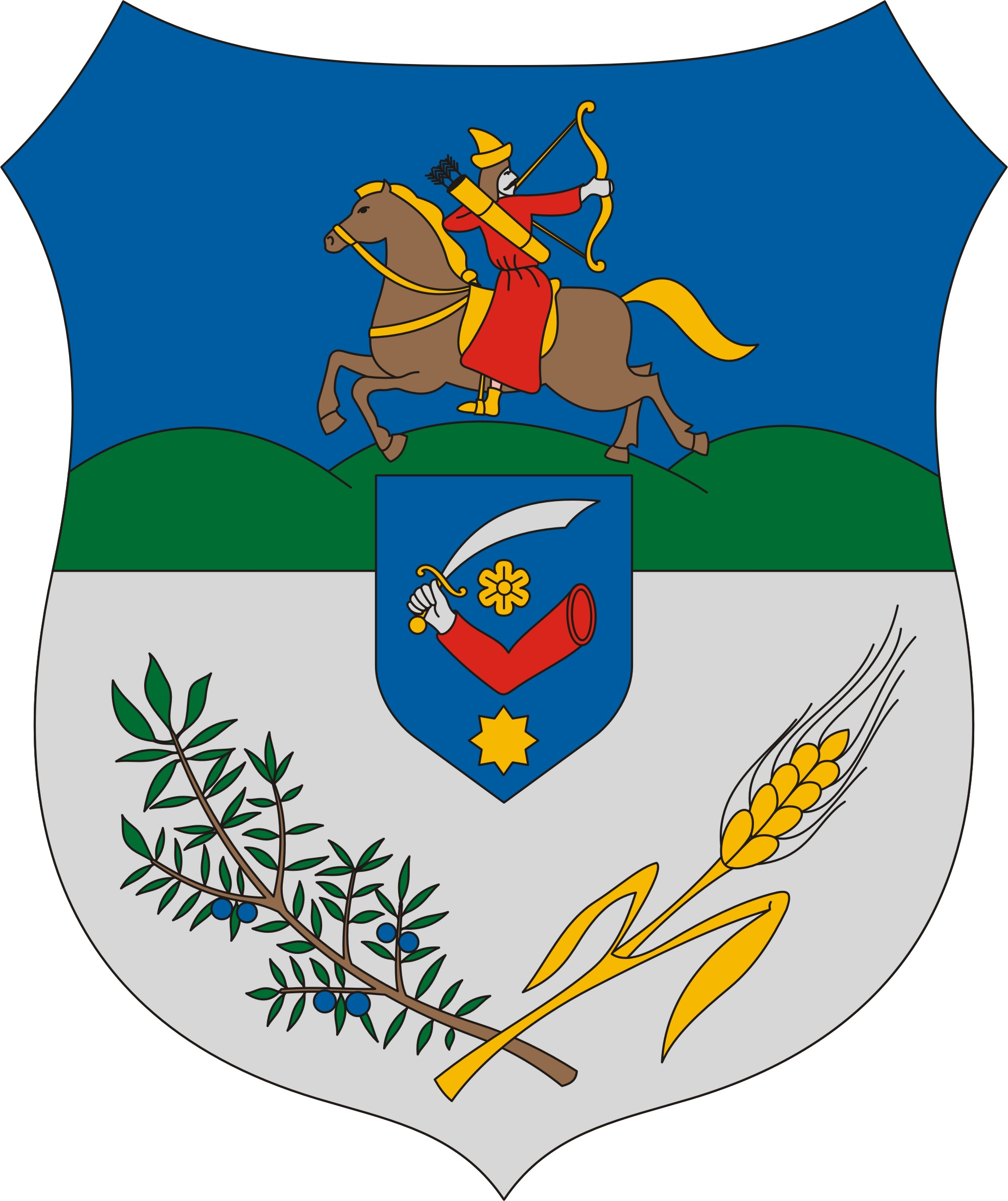
Герб Ладанибене (Угорщина)
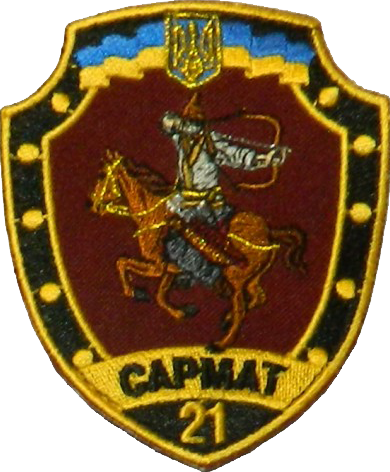
Патч 21-го окремого мотопіхотного батальйону (Україна)